# Hyloxalus whymperi
Hyloxalus whymperi är en groddjursart som först beskrevs av George Albert Boulenger 1882.  Hyloxalus whymperi ingår i släktet Hyloxalus och familjen pilgiftsgrodor. IUCN kategoriserar arten globalt som otillräckligt studerad. Inga underarter finns listade i Catalogue of Life.